# Коньково (район Москви)
Коньково — район і внутрішньоміське муніципальне утворення в Москві (Росія). Район розташований у центральній частині Південно-Західного адміністративного округу. Територія була включена в межі Москви в 1960 році. Коньково є житловим районом міста Москви і в ньому немає великих промислових підприємств.

## Характеристика району
За даними на 2010 рік площа району становить 717,91 га. Площа житлового фонду — 3098,8 тис. м² (2010 рік).